# Hafling
Hafling (také haflinger) je plemeno malých koní. Byl vyšlechtěn koncem 19. století v Rakousku a severní Itálii.

Jméno Hafling vzniklo podle stejnojmenné malé obce v Ötztalských Alpách v Tyrolsku.

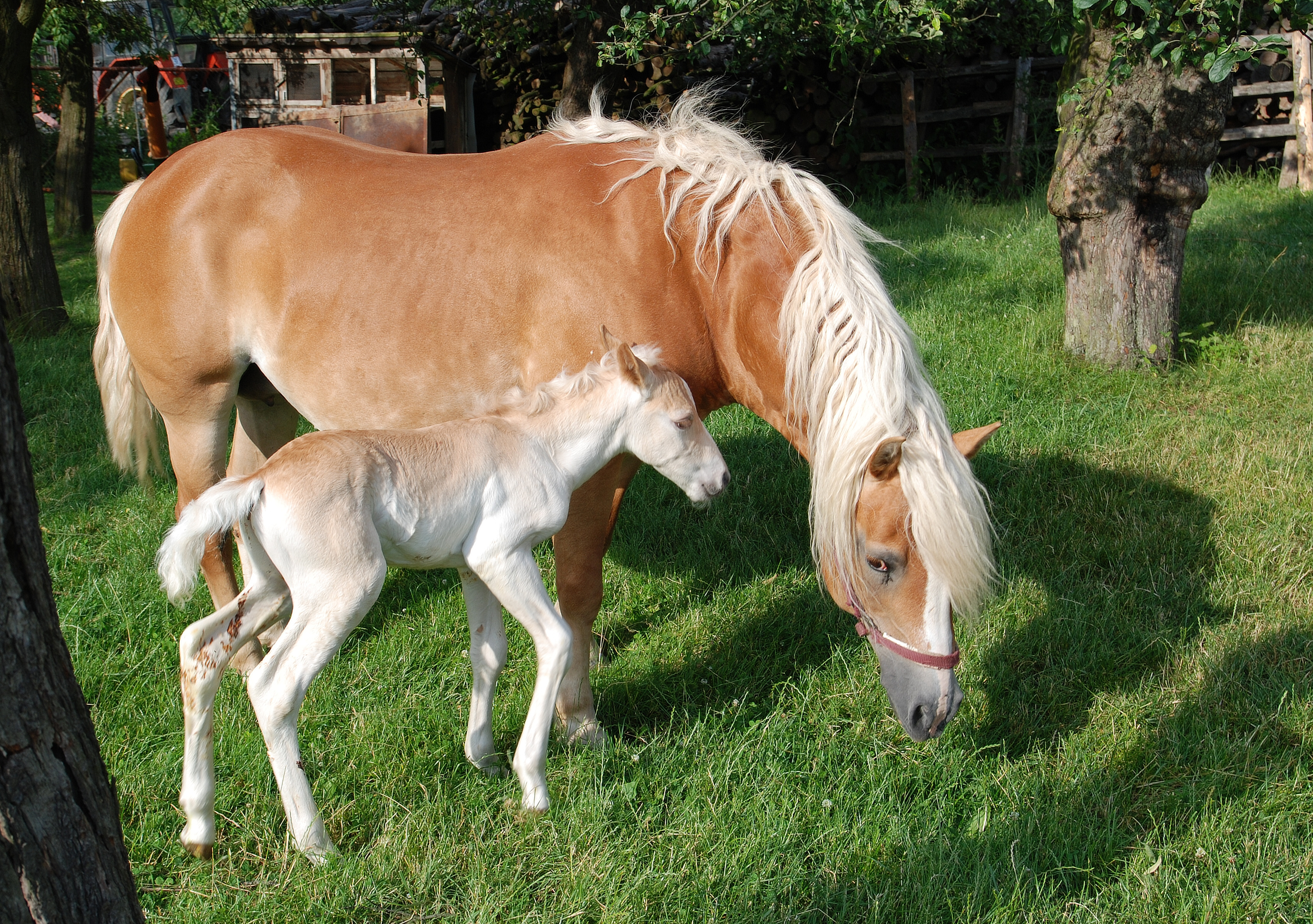
Klisna s dvoudenním hříbětem

## Původ
Hafling pochází z Rakouska a Itálie, přesněji z rakouské vesnice Hafling (odtud také název). Za zakladatele je považován hřebec El Bedavi, kterého dovezla v 19. stol. z Arábie rakouská hipologická společnost. Čtyři z krevních linií se odvozují od synů, vnuků a pravnuků polokrevníka El Bedavi XXII., narozeného v rakousko-uherském hřebčíně v Radovci (dnešní Radauti v Rakousku). Pátá linie po 40 Willym, pravnuka Haflinga, potomka 249Folie (narozen 1874, otec arabský polokrevník, matka zemská horská klisna). Dnes je známo 7 linií (A,B,M,N,S,ST,W). Často se mu říká "blonďák z Alp". Hafling vznikl křížením araba a těžkých chladnokrevníků. Haflingové se vyskytují výhradně jako světlí ryzáci. Haflingové jsou velmi inteligentní, výborní ve spolupráci s dětmi.

## Typické vlastnosti

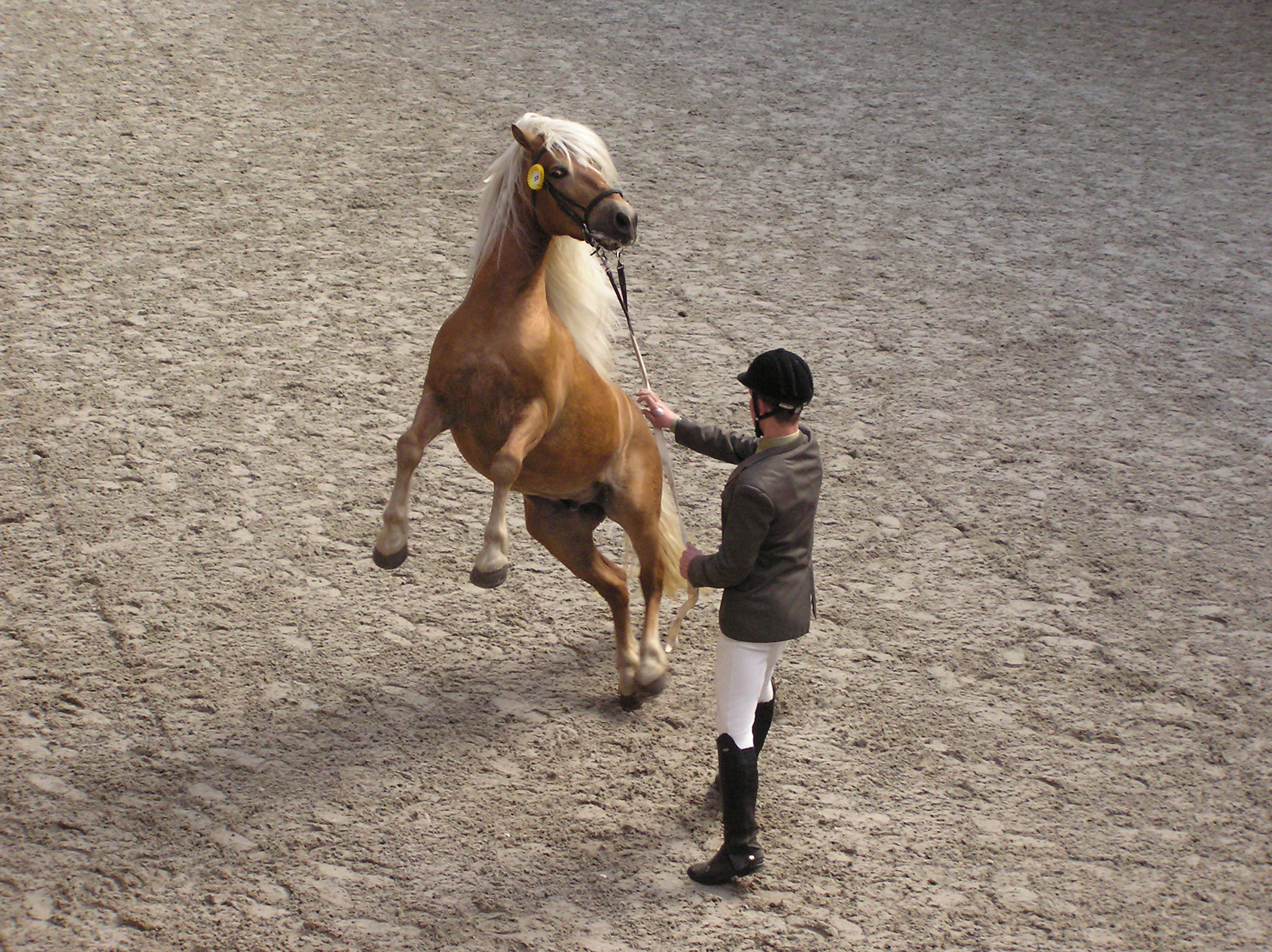
Hřebec haflinga při předvádění

Hafling by měl být temperamentní, ale s bezproblémovým charakterem, konstitučně tvrdý a odolný, nenáročný, všestranný. Je to velmi učenlivý, nenáročný a přátelský kůň. Požaduje se od něj všestrannost, ochota k práci, vytrvalost a učenlivost. Je vhodný pro děti.
Srst je ryzá s bílou hřívou a ocasem, prokvetlost je nežádoucí, naopak vítané jsou odznaky na hlavě. Hafling měří 138–150 cm v kohoutku. Je mohutně stavěný, s dobře utvářenou šikmější lopatkou. Jen hřbet poněkud delší, což ale není pro soumarského koně vždy na škodu. Má svalnaté harmonické tělo, ušlechtilou hlavu s velkýma očima a širokými nozdrami, nesmí mít klabonos. Hříva a ocas jsou vždy husté, dlouhé, barvou jako len, u některých koní mohou být dokonce krásně vlnité. Nezbytné jsou dobře stavěné, kvalitní nohy s výbornými kopyty. K mimořádné otužilosti a houževnatosti přispívá i horské podnebí, a proto se hříbata odchovávají na alpských pastvinách (tzv. alpung), kde čerstvé ovzduší posiluje funkci srdce a plic. Haflingové jsou také dlouhověcí, někteří jedinci se dožijí i čtyřiceti let. Italským příbuzným tohoto koně je Aveliňský kůň, který je jen o trochu menší.
Využít se dá jako rekreační kůň, v zápřeži, ale i pro nižší soutěže drezury a parkuru, obzvláště vhodný je i pro westernové disciplíny. Využít se dá do téměř všech zemědělských prací, k tahu, jako kočárový kůň. Ostudu si neudělá ani v nižších stupních endurance, military, je dobrý v hiporehabilitaci, ve voltiži, využívá se též pro začátečníky, zkrátka kůň, který se hodí na všechno. Haflingové se také vyskytují na soutěžích.

## Chov
V České republice na chov dohlíží Český svaz chovatelů haflingů, který spravuje plemenný řád. Plemennou knihu vede Asociace svazu chovatelů koní (ASCHK se sídlem v Písku).

## Linie
Linie A
Zakladatelem byl hřebec 999 Anselmo. Je to nejsilnější linie chovu haflingů.
Linie B
Linie B má své počátky u působení hřebce Bolzana. Linie však nezaznamenala velké úspěchy.
Linie M
Linie byla započata hřebcem Massino.
Linie N
Hřebec Nibbio založil linii N. 
Linie S
Linii S založil hřebec Stelzio.
Linie St
Hřebec Student stojí za založením linie St.
Linie W
Hřebec Willi dal svým působením vzniknout linii W.

## Historie
Dříve se využíval jako soumar v obtížně dostupných lokalitách Alp, později tahal v malých vesnicích a městech v Tyrolských Alpách povozy.

## Zajímavost
Haflingové se používají jako nosná zvířata při rekonstrukci pochodu tzv. Zlatou stezkou mezi Pasovem a Čechami, kudy byla do Čech přivážena sůl.